# كاثرين ياغيلون

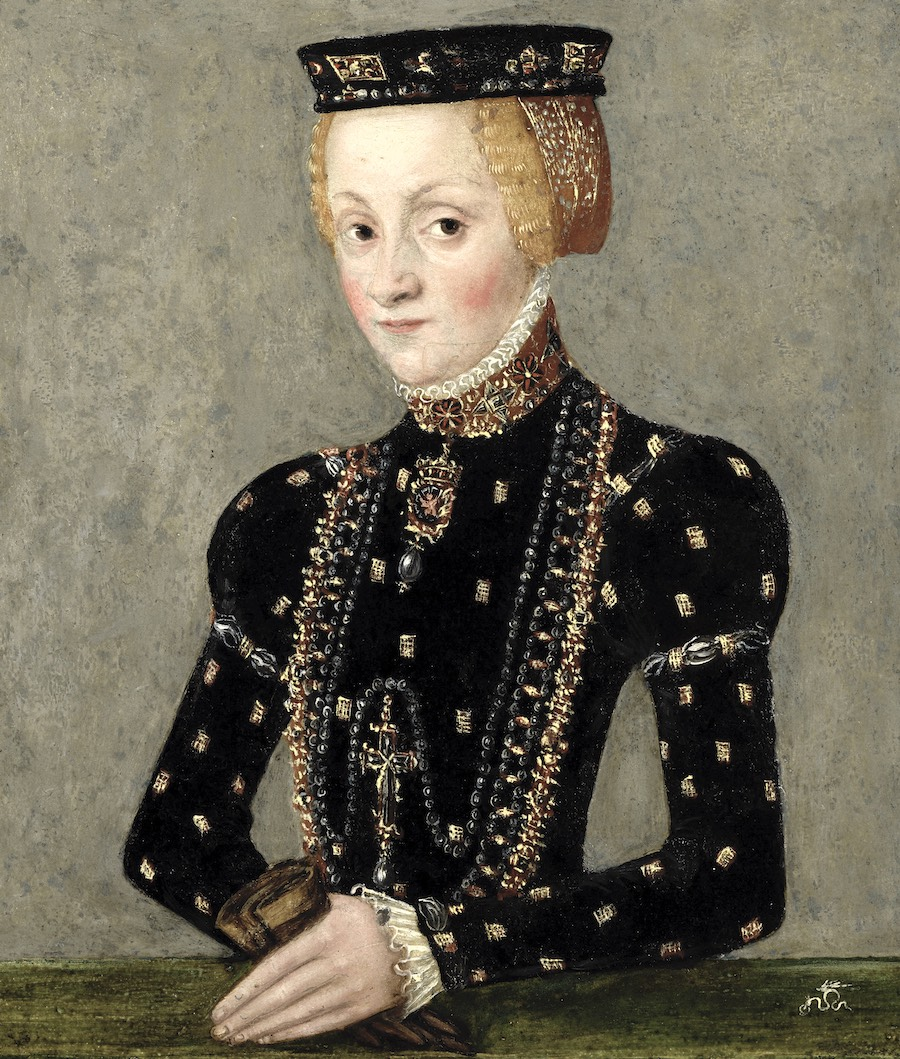
كاثرين ججلون

كاثرين ياغيلون (بالبولندية: Katarzyna Jagiellonka; بالسويدية: Katarina Jagellonica) ( 1 نوفمبر 1526 - 16 سبتمبر 1583) هي أميرة بولندية وزوجة يوهان الثالث ودوق فنلندا من الأعوام 1562 - 1583 وملكة السويد ‏ 1569 - 1583 والأميرة العظمى في فنلندا ‏ 1581 - 1583.